# Andrea Muñiz Celestino
Andrea Muñiz Celestino (San Sebastián, 10 de diciembre de 1969) es una activista vasca por los derechos de las personas transexuales e intersexuales, pionera en la lucha por los derechos de este colectivo en el País Vasco.

## Biografía
En 1987 formó parte del movimiento de insumisión ante el servicio militar obligatorio y en 1989 se hizo apóstata.
Desde la década de 1980 hasta mediados de 1990 participó de forma activa en okupaciones a centros sociales.
En la década de los 90 contribuyó a visibilizar la realidad transgénero en el País Vasco junto a otros artistas en diferentes obras artísticas. Desde hace varios años, participa en la celebración del orgullo LGBT+ en País Vasco.
En los años 1990 participó en el programa ¡Es más que farsa!, en la emisora de radio Zintzilik Irratia.
Andrea Muñiz anunció el 8 de marzo de 2017 que abandonaba el activismo organizado.
En 2021, hizo pública en redes sociales su discapacidad, y desde entonces utiliza las redes para defender y visibilizar los derechos de las personas LGBT+ discapacitadas.

## Activismos

### Activismo audiovisual
Andrea ha creado vídeos sobre Sylvia Rivera y la revuelta de Stonewall del 28 de junio de 1969. Hizo el musical de la canción «¡NO!» de la cantante transgénero argentina Fátima Maldonado. Publicó y editó todos los vídeos de la asociación Transexualidad-Euskadi. También publicó vídeos en memoria a la activista transgénero Petra Mendiluce Esnaola que falleció el 9 de agosto de 2005.

### Activismo transexual
A mediados de los años 1990, puso la primera denuncia pública de País Vasco por agresión física a una persona transgénero. Con el apoyo de la asociación EHGAM (Movimiento de Liberación Gay-les de Euskal-Herria), afirmó haber sido víctima de estas agresiones por ser una persona transgénero. Este suceso causó un gran revuelo que terminó en represalias sociales para los agresores.
Para ser reconocida como mujer trans en Osakidetza, el organismo de salud pública de País Vasco, tuvo que coordinarse con varios profesionales de la salud pública para dar a conocer la realidad de las personas transgénero y para luchar por su visibilización. Logró ser reconocida con su nombre de mujer en su historia clínica y su tarjeta sanitaria, pero no con su género.
En 1999 inició su activismo a favor de las personas transgénero. Trabajó en secreto durante tres años, y fue una de las fundadoras de Transsexualidad-Euskadi en 2002, una organización no gubernamental de personas transgénero de la que fue presidenta durante 18 años.
Durante 2002 empezó a utilizar los términos "mujer transexual" y "hombre transexual", aunque todavía se utilizaban términos como "transexual feminino" y "transexual masculino", que sexualizan la identidad psicofísica y la transexualidad de una persona.
En 2002 también acuñó el término transfeminista, para referirse a las personas que luchan por las realidades transexuales y feministas y que creen que la igualdad entre personas es más importante que una binarización normativa. Además, abogan por la defensa de una ley de autodeterminación y violencia de género en el País Vasco.

### Ley de Identidad de Género del País Vasco
El 25 de octubre de 2016, el Parlamento Vasco redactó una ley pionera en Europa sobre la autodeterminación de género y los derechos de las personas transgénero.

### Ley de Identidad de Género
También durante 2006, Muñiz formó parte de una huelga de hambre indefinida junto a Gina Serra y Kim Pérez. Ese año, Carla Antonelli, coordinadora del Área Transgénero del Grupo LGBT del PSOE, anunció la conocida como “Ley de Identidad de Género”. Andrea contribuyó al desarrollo y la elaboración de esta ley que entró en vigor el 1 de marzo de 2007.
El 5 de octubre de 2007, el Registro Civil de Donostia le entregó un certificado de nacimiento que reconocía su identidad de género, algo pionero en Guipúzcoa. En otras palabras, la administración reconoció su identidad de género y, como resultado, reconoció su derecho a cambiar su identidad en el resto de sus documentos oficiales.

### Activismo trans e instituciones penitenciarias
En diciembre de 2005 tuvo lugar una huelga de hambre entre personas transgénero encarceladas en la prisión de Villabona, Asturias, con el objetivo de que se reconociera su identidad de género en su módulo penitenciario. Contactaron con Andrea Muñiz de la asociación Salhaketa para obtener más información del proceso a seguir en el País Vasco, y denunciaron públicamente su situación con la ayuda de la activista transgénero Carla Antonelli. Gracias a esto, en marzo de 2006 presentaron la circular 7/2006/TGP, mediante la cual se reconoce oficialmente la identidad de género de aquellas personas cuyo género no coincida con aquel asignado al nacer. Sin embargo, la cárcel se opuso a ello. Una de las claves de este movimiento fue María Jesús Lastra Lamar, una activista transgénero asturiana que formó parte de la huelga de hambre de la prisión de Villabona y fue la primera mujer transgénero en ser reasignadas al módulo de mujeres, algo que más adelante le animaría a fundar la asociación por los derechos LGBT+ «Soy como soy».

### Unidad Interdisciplinaria de Género
Desde 2004 hasta el momento de su aprobación en la Legislatura Vasca en 2008 colaboró con la parlamentaria socialista Coral Rodríguez Fouz en la creación de la Unidad Interdisciplinar de Género de Osakidetza, el organismo de salud pública del País Vasco.
La Unidad Interdisciplinar de Género del Hospital Cruzza se creó el 8 de febrero de 2007 gracias a Andrea Muñiz, tras su comparecencia en el parlamento y hablar de las necesidades de las personas transgénero. Ha sido la primera mujer transgénero en comparecer en el parlamento. Gracias a esto, la comisión de salud del Parlamento Vasco y sus parlamentarios votaron a favor de la ley de Coral Rodríguez Fouz.
La Unidad de Género del Hospital de la Cruz de Barakaldo, después de que Andrea Muñiz anunciara una huelga indefinida, anunció una huelga indefinida, 2004. después de la lucha desde el año, como en los años mencionados. que no había ningún interés político y pusieron barreras que no existían. Debido a este retraso, inició una huelga de hambre en noviembre que no terminó hasta principios de diciembre, hasta que finalmente se puso en marcha la idea de la Unidad Multidisciplinaria del Hospital de las Cruces. El 7 de diciembre de 2009 tuvo lugar la primera operación de reasignación de género de salud pública en el País Vasco. Muchos medios creyeron que Andrea Muñiz fue la persona operada, pero no fue así.

### Activismo internacional
El 6 de septiembre de 2009, Brenda, una mujer transgénero argentina, fue una de las personas que reveló pruebas incontrovertibles de la corrupción de Silvio Berlusconi. Sin embargo, poco después de esto, Brenda falleció en su apartamento, según el médico forense «asfixiada por el humo de un incendio» que tuvo lugar en el mismo. Esto contribuyó a que en Italia las mujeres transgénero sufrieran una persecución que las llevó a ser víctimas de varios actos de discriminación. para ser manipulado por el Gobierno de Berlusconi. Andrea exigió al presidente del Parlamento Europeo, Jerzy Buzek, y al Defensor del Pueblo Europeo, Nikiforos Diamandouros, el cumplimiento de las Directivas 2006/54/CE y 2004/113/CE de la Comunidad Europea. Además instó al Parlamento Europeo a interrumpir sus acuerdos políticos con Silvio Berlusconi por su campaña de discriminación contra las mujeres transgénero en los medios de comunicación.
El 18 de agosto de 2016 se encontró sin vida el cuerpo de la activista transgénero turca Hande Kader con signos de violencia y tortura. Andrea Muñiz se solidarizó con este trágico suceso a través de Transsexualidad-Euskadi el 21 de agosto, tras conocer el suceso. Muñiz organizó una protesta en la plaza del Ayuntamiento de Donostia el 24 de agosto en memoria de Hande.